# Phymatostetha testacea
Phymatostetha testacea är en insektsart som beskrevs av Victor Lallemand 1927. Phymatostetha testacea ingår i släktet Phymatostetha och familjen spottstritar. Inga underarter finns listade i Catalogue of Life.